# Список умерших в 1989 году
В этой статье представлен список известных людей, умерших в 1989 году.
См. также: Категория:Умершие в 1989 году

## Январь
- 1 января — Пётр Лобанов (83) — советский актёр, заслуженный артист РСФСР.
- 2 января — Иван Драчёв (67) — советский волейболист, волейбольный тренер.
- 2 января — Илья Мазурук (82) — советский полярный лётчик, Герой Советского Союза, генерал-майор авиации.
- 3 января — Робер Тома (61) — французский драматург, актёр, режиссёр.
- 4 января — Геннадий Добров (59) — один из основателей науковедения в Советском Союзе, основатель украинской школы науковедения и Центра исследований научно-технического потенциала и истории науки им. Г. М. Доброва НАН Украины.
- 4 января — Двора Нецер — израильский политик, депутат кнессета (первые шесть созывов) от «МАПАЙ» и «МААРАХ».
- 4 января — Кузьма Пигин (71) — Полный кавалер Ордена Славы.
- 4 января — Юрий Соколов (65) — Герой Советского Союза.
- 5 января — Филипп Гершкович (82) — австрийский, румынский и российский композитор.
- 5 января — Лука Лелека (75) — полный кавалер Ордена Славы.
- 5 января — Фёдор Осипов (86) — полный кавалер Ордена Славы.
- 7 января — Хирохито (87) — император Японии c 1926 года.
- 9 января — Лилия Гриценко (71) — советская актриса театра и кино, оперная певица, народная артистка РСФСР.
- 10 января — Георгий Архипенко (75) — Полный кавалер ордена Славы.
- 10 января — Валентин Глушко (80) — советский учёный в области ракетно-космической техники.
- 10 января — Иван Закомолдин (72) — Полный кавалер ордена Славы.
- 10 января — Пётр Ладанов (84) — советский государственный и партийный деятель.
- 10 января — Иван Обуховский (64) — Герой Советского Союза.
- 13 января — Михаил Бычков (65) — Полный кавалер ордена Славы.
- 13 января — Антон Забродский (89) — украинский советский технолог.
- 13 января — Илья Чёрный (75) — Герой Советского Союза.
- 14 января — Виктор Дудниченко (65) — подполковник Советской Армии, участник Великой Отечественной войны, Герой Советского Союза.
- 14 января — Алексей Романенко (69) — участник Великой Отечественной войны, Герой Советского Союза.
- 15 января — Калью Кангур (63) — эстонский писатель, поэт и переводчик.
- 16 января — Пьер Буало (82) — французский писатель, автор многочисленных психологических детективов, написанных, в частности, в соавторстве с Тома Нарсежаком (творческий тандем «Буало-Нарсежак»).
- 16 января — Дмитрий Луценко (67) — украинский поэт-песенник.
- 16 января — Фёдор Пустовойтов (76) — русский советский живописец и педагог, член Ленинградского Союза художников.
- 17 января — Иосиф Гирняк (93) — выдающийся украинский театральный актёр и режиссёр, театральный педагог.
- 17 января — Марк Живило (65) — художник, журналист.
- 17 января — Евгения Петрова (86) — украинская советская театральная и киноактриса.
- 17 января — Алексей Чернов (64) — наводчик орудия 313-го гвардейского артиллерийского полка 121-й гвардейской стрелковой Гомельской Краснознамённой ордена Суворова дивизии 13-й армии 1-го Украинского фронта, гвардии ефрейтор, Герой Советского Союза.
- 18 января — Сергей Зернин — Герой Советского Союза.
- 18 января — Брюс Чатвин (48) — английский писатель.
- 20 января — Андрей Ткаченко (80) — Герой Советского Союза.
- 21 января — Иван Кузнецов (60) — полный кавалер ордена Славы.
- 21 января — Акиф Наджафов (67) — азербайджанский художник, член союза художников СССР[источник не указан 3446 дней]
- 22 января — Михаил Посохин (78) — советский архитектор, Народный архитектор СССР.
- 23 января — Сальвадор Дали (84) — испанский художник-сюрреалист.
- 23 января — Иван Волков (73) — генерал-майор Советской Армии, участник Великой Отечественной войны, Герой Советского Союза.
- 23 января — Михаил Львов (60) — советский актёр театра и кино. Народный артист РСФСР.
- 23 января — Константин Щегоцкий (77) — советский футболист и тренер.
- 23 января — Олег Юрасов (34) — Герой Советского Союза.
- 24 января — Тед Банди (42) — американский серийный убийца; казнён на электрическом стуле.
- 25 января — Николай Грибков (80) — участник Великой Отечественной войны, Герой Советского Союза.
- 26 января — Иван Перов (78) — Герой Советского Союза.
- 27 января — Александр Зиновьев (64) — капитан теплохода «Александр Серафимович» Дальневосточного морского пароходства, город Владивосток.
- 27 января — Олев Йыги (70) — эстонский советский критик. Заслуженный писатель Эстонии.
- 27 января — Василий Коноваленко (59) — украинский и русский скульптор, ювелир.
- 27 января — Виктор Юхнин (65) — участник Великой Отечественной войны, Герой Советского Союза.
- 28 января — Анатолий Арефьев (70) — советский художник-сценограф.
- 28 января — Халина Конопацкая (88) — польская легкоатлетка, чемпионка Игр IX Олимпиады в метании диска, первая олимпийская чемпионка в истории польского спорта.
- 29 января — Али Кулиев (76) — советский и азербайджанский нефтехимик.
- 29 января — Михаил Чулаки (80) — советский композитор, педагог и музыкальный деятель, народный артист РСФСР (1969).
- 31 января — Дмитрий Бурцев (65) — Герой Советского Союза.
- 31 января — Сергей Иванов (66) — Герой Советского Союза.
- 31 января — Георгий Исраелян (68) — Полный кавалер ордена Славы.
- 31 января — Сергей Кузьмин (78) — Герой Советского Союза.

## Февраль
- 1 февраля — Иван Очеретько (80) — старший лейтенант Советской Армии, участник Великой Отечественной войны, Герой Советского Союза.
- 2 февраля — Юрий Богатырёв (41) — русский советский актёр театра и кино, Народный артист РСФСР (1988).
- 2 февраля — Александр Голованов (42) — участник Афганской войны, Герой Советского Союза.
- 2 февраля — Ондрей Непела (38) — самый успешный чехословацкий (словацкий) фигурист: пятикратный чемпион Европы, трёхкратный чемпион мира и обладатель золотой медали на Олимпийских играх 1972 года в Саппоро.
- 3 февраля — Анатолий Аникейчик (56) — белорусский советский скульптор, народный художник БССР.
- 4 февраля — Николай Павличенко (62) — Полный кавалер Ордена Славы.
- 4 февраля — Алексей Соколов (84) — советский футболист, нападающий.
- 4 февраля — Сергей Черепахин (65) — Герой Советского Союза.
- 7 февраля — Симон Вирсаладзе (80) — театральный художник.
- 8 февраля — Михаил Бараболько (79) — Герой Советского Союза.
- 8 февраля — Алексей Золов (83) — советский политический деятель, министр промышленности продовольственных товаров Белорусской ССР (1953—1957)[источник не указан 3446 дней].
- 10 февраля — Егор Ананьин (64) — советский строитель, бригадир штукатуров, Герой Социалистического Труда.
- 10 февраля — Роман Ахрамович — советский историк-востоковед.
- 11 февраля — Андрей Умников (72) — Герой Советского Союза.
- 12 февраля — Константин Ходов (81) — Герой Советского Союза.
- 13 февраля — Борис Давидсон (69) — советский, украинский архитектор.
- 14 февраля — Борис Бобков (77) — советский военачальник, контр-адмирал.
- 14 февраля — Винцент Жук-Гришкевич (86) — белорусский общественный и политический деятель. Председатель Рады БНР (в эмиграции) в 1970—1982 годах.
- 15 февраля — Александр Травин (58) — советский баскетболист.
- 16 февраля — Архип Шестаков (64) — Герой Советского Союза.
- 18 февраля — Михаил Вовк (71) — Герой Советского Союза.
- 18 февраля — Вячеслав Волков (82) — советский актёр театра и кино, участник Великой Отечественной войны.
- 18 февраля — Анатолий Мальский (79) — советский хозяйственный деятель, инженер.
- 20 февраля — Василий Ардаматский (77) — советский писатель.
- 20 февраля — Александр Медведкин (88) — советский кинорежиссёр, драматург.
- 21 февраля — Халил Мамедов (72) — азербайджанец, советский офицер, Герой Советского Союза, генерал-майор милиции, министр внутренних дел Азербайджанской ССР.
- 22 февраля — Шандор Мараи (88) — венгерский писатель, автор около 50-ти романов, а также мемуаров и дневников.
- 22 февраля — Надежда Кошеверова (86) — советский кинорежиссёр, заслуженный деятель искусств РСФСР (1966).
- 23 февраля — Иосиф (Мартынец) — епархиальный епископ Епархии Святого Иоанна Крестителя.
- 23 февраля — Григорий Ткачук (70) — председатель колхоза «Украина» Городокского района Хмельницкой области.
- 24 февраля — Владимир Назаркин — Герой Советского Союза.
- 24 февраля — Отар Тактакишвили (64) — грузинский композитор, дирижёр, автор музыки Государственного гимна Грузинской ССР, общественный деятель, народный артист СССР (1974), профессор Тбилисской консерватории.
- 24 февраля — Иван Терсков (70) — советский учёный-биофизик.
- 26 февраля — Илья Ломако (70) — советский механизатор, Герой Социалистического Труда.
- 26 февраля — Александр Силантьев (71) — Полный кавалер ордена Славы.
- 27 февраля — Альвер Бетти (82) — эстонская поэтесса, прозаик, переводчик.
- 28 февраля — Илья Гордон (81) — советский еврейский писатель.

## Март
- 2 марта — Ярослав Вощак (68) — украинский и белорусский советский дирижёр и музыкальный педагог. Народный артист СССР.
- 2 марта — Николай Титов (80) — Герой Советского Союза.
- 3 марта — Алексей Стрижаченко (77) — Герой Советского Союза.
- 8 марта — Елизавета Быкова (75) — третья в истории чемпионка мира по шахматам (1953—1956, 1958—1962), заслуженный мастер спорта (1953), международный гроссмейстер (1976).
- 8 марта — Владимир Лонгинов (79) — известный русский советский географ, океанолог.
- 8 марта — Шарль Эксбрайя (82) — французский детективный писатель[источник не указан 3446 дней].
- 9 марта — Павел Егоров (74) — Герой Советского Союза.
- 9 марта — Роберт Мэплторп (42) — американский фотограф.
- 9 марта — Николай Чефранов (84) — Герой Социалистического Труда.
- 10 марта — Яков Стаценко (65) — Герой Советского Союза.
- 10 марта — Алексей Чыргал-оол (64) — тувинский, советский композитор, актёр, дирижёр, педагог и музыкально-общественный деятель.
- 12 марта — Владимир Санин (60) — советский писатель — гуманист, полярник, путешественник.
- 13 марта — Иван Беспалов (74) — Герой Советского Союза.
- 13 марта — Тообай Кийизбаев — Герой Социалистического Труда.
- 13 марта — Иван Косяк (79) — белорусский политический деятель.
- 15 марта — Василий Алендеев (69) — чувашский писатель, прозаик, публицист и критик.
- 15 марта — Пётр Козленко (72) — Герой Советского Союза.
- 15 марта Фатьин Федор Харлампович (78) — Герой Советского Союза.
- 17 марта — Фарман Каримзаде (52) — азербайджанский писатель-прозаик, сценарист, киноредактор, член союза писателей Азербайджана[источник не указан 3446 дней].
- 17 марта — Фёдор Пересыпкин (68) — Герой Советского Союза.
- 18 марта — Николай Афанасьев (73) — советский актёр, заслуженный артист РСФСР.
- 19 марта — Алан Сивил (59) — британский валторнист, композитор и музыкальный педагог.
- 20 марта — Фёдор Шкирёв (74) — Герой Советского Союза.
- 22 марта — Иван Антонов (68) — Герой Советского Союза.
- 22 марта — Дмитрий Брюханов (64) — советский передовик сельского хозяйства. Герой Социалистического Труда.
- 23 марта — Яков Казаков (73) — советский художник-монументалист и реставратор.
- 23 марта — Берл Репетур — сионистский активист, израильский политик.
- 24 марта — Раиль Камалов (57) — звеньевой механизированного звена по выращиванию сахарной свёклы в колхозе имени Фрунзе БАССР. Герой Социалистического труда.
- 25 марта — Иоанн (Вендланд) (80) — епископ Русской Церкви; церковный историк, учёный-геолог.
- 26 марта — Николай Завьялов (75) — Герой Советского Союза.
- 26 марта — Марис Лиепа (52) — латышский советский артист балета, актёр, народный артист СССР.
- 26 марта — Георгий Скрябин (71) — советский микробиолог и биохимик, академик АН СССР с 1979.
- 28 марта — Юрий Долгушин (92) — советский писатель-фантаст, журналист, инженер.
- 28 марта — Алексей Мищенко (66) — сержант Рабоче-крестьянской Красной Армии, участник Великой Отечественной войны, Герой Советского Союза.
- 29 марта — Александр Прокопенко (35) — советский белорусский футболист.
- 29 марта — Анварбек Чортеков (68) — участник Великой Отечественной войны, Герой Советского Союза.
- 30 марта — Лиджи Манджиев (69) — участник Великой Отечественной войны, Герой Советского Союза.
- 31 марта — Григорий Армашев (57) — участник Великой Отечественной войны, Герой Советского Союза.
- 31 марта — Пётр Белоусов (76) — русский советский живописец, график и педагог.

## Апрель
- 1 апреля — Эгонс Ливс (64) — советский, латышский писатель и киносценарист.
- 1 апреля — Николай Третьяков (62) — знаменитый омский художник «шестидесятник» график, живописец, монументалист.
- 2 апреля — Олег Милявский (65) — советский артист эстрады, поэт-песенник.
- 2 апреля — Борис Пуришев (85) — советский литературовед.
- 3 апреля — Павел Абрамидзе (88) — советский военачальник, генерал-майор (1940), участник Советско-финской и Великой Отечественной войн.
- 3 апреля — Владимир Басков (75) — Герой Советского Союза.
- 4 апреля — Семён Коновалов (69) — Герой Советского Союза.
- 5 апреля — Антон Кочинян (75) — армянский партийный, государственный и политический деятель.
- 6 апреля — Камран Мамедов (66) — азербайджанский Доктор филологических наук, Профессор[источник не указан 3446 дней].
- 6 апреля — Гасым Мустафаев (60) — Кандидат физико-математических наук Азербайджана[источник не указан 3446 дней].
- 6 апреля — Фёдор Павловский (80) — участник советско-финской и Великой Отечественной войны, партизан, полковник, Герой Советского Союза.
- 7 апреля — Арсентий Нечаев (78) — Герой Советского Союза.
- 8 апреля — Лина Чанка-Фрейденфелде (95) — младший унтер-офицер русской императорской и офицер латвийской армии.
- 10 апреля — Геннадий Бондаренко (60) — советский футболист.
- 10 апреля — Николай Гринько (68) — советский актёр, народный артист УССР.
- 10 апреля — Мария Прилежаева (85) — русская советская писательница.
- 11 апреля — Альберт Брюханов (64) — генерал-майор Советской Армии.
- 13 апреля — Николай Аврорский (76) — Герой Советского Союза.
- 13 апреля — Дмитрий Александров (66) — Полный кавалер ордена Славы.
- 13 апреля — Александра Денисова (84) — советская актриса.
- 14 апреля — Анатолий Шемякин (97) — советский учёный в области психологии и философии.
- 15 апреля — Михаил Панков (85) — Герой Советского Союза.
- 15 апреля — Ху Яобан (73) — генеральный секретарь ЦК (1980—1987) и председатель ЦК КПК (1981—1982); смерть Яобана стала одной из причин начала событий на площади Тяньаньмэнь.
- 16 апреля — Катя Гранофф (93) — французская поэтесса русского происхождения.
- 16 апреля — Василий Третьяк (62) — советский, украинский певец.
- 17 апреля — Анатолий Граник (71) — советский режиссёр игрового, документального и научно-популярного кино, сценарист.
- 18 апреля — Нисон Гельперин (86) — советский инженер-химик.
- 19 апреля — Евгений Буренков (64) — советский актёр.
- 19 апреля — Григорий Глазунов (70) — Герой Советского Союза.
- 19 апреля — Дафна Дюморье (81) — английская писательница, автор романов в жанре триллера.
- 20 апреля — Иоган Эйхфельд (96) — советский биолог-селекционер и государственный деятель, сторонник и последователь Лысенко.
- 21 апреля — Алексей Пономаренко (75) — советский военный лётчик. Участник боёв на Халхин-Голе и Великой Отечественной войны. Герой Советского Союза.
- 22 апреля — Иван Пятенко (76) — советский военнослужащий. Участник Великой Отечественной войны. Герой Советского Союза.
- 22 апреля — Эмилио Джино Сегре (84) — американский физик, профессор, лауреат Нобелевской премии по физике (в 1959, совместно с Оуэном Чемберленом, «за открытие антипротона»).
- 22 апреля — Шарипбай Сакиев (75) — казахский советский актёр театра, народный артист Казахской ССР.
- 22 апреля — Дмитрий Селиванов (25) — советский рок-музыкант
- 24 апреля — Иван Артёменко (64) — советский археолог.
- 24 апреля — Елена Благинина (85) — русская поэтесса.
- 24 апреля — Михаил Серогодский (66) — Герой Советского Союза.
- 25 апреля — Степан Максимов — геолог, организатор нефтегеологической науки.
- 27 апреля — Андрей Дитмар (77) — советский географ.
- 28 апреля — Александр Артемьев (66) — Герой Советского Союза.
- 28 апреля — Юрий Кардашенко (65) — Герой Советского Союза.
- 29 апреля — Лев Михиевич (68) — Полный кавалер ордена Славы.
- 30 апреля — Василий Королёв (71) — Герой Советского Союза.
- 30 апреля — Серджио Леоне (60) — итальянский режиссёр, сценарист, продюсер.

## Май
- 1 мая — Павел Мещеряков (76) — подполковник Советской Армии, участник Великой Отечественной войны, Герой Советского Союза.
- 1 мая — Эдвард Охаб (82) — польский партийный и государственный деятель.
- 1 мая — Михаил Шейкин (80) — участник Великой Отечественной войны, Герой Советского Союза.
- 2 мая — Вениамин Каверин (87) — русский советский писатель.
- 2 мая — Фёдор Колесников (63) — Полный кавалер Ордена Славы.
- 2 мая — Дмитрий Луговской (70) — участник Великой Отечественной войны, Герой Советского Союза.
- 2 мая — Александр Яковлев (70) — участник Великой Отечественной войны, Герой Советского Союза.
- 3 мая — Иван Журавлёв (83) — участник Великой Отечественной войны, Герой Советского Союза.
- 3 мая — Василий Криницин (61) — старшина Красной Армии, миномётчик, участник Великой Отечественной войны, полный кавалер ордена Славы.
- 4 мая — Аднан Хейраллах (47 или 48) — иракский политический и военный деятель.
- 4 мая — Игорь Боголюбов (58) — советский актёр театра и кино.
- 4 мая — Михаил Степанчиков (66) — Полный кавалер Ордена Славы.
- 5 мая — Матвей Стрижков (74) — участник Великой Отечественной войны, Герой Советского Союза.
- 5 мая — Александр Фокин (77) — участник Великой Отечественной войны, Герой Советского Союза.
- 6 мая — Дмитрий Баканов (90) — участник Великой Отечественной войны, Герой Советского Союза.
- 6 мая — Фёдор Кузьминов — молдавский, советский оперный певец (лирико-драматический баритон). Заслуженный артист Молдавской ССР
- 8 мая — Хендрик Аллик (88) — советский государственный и партийный деятель, бывший первый заместитель председателя Совета Министров Эстонской ССР.
- 8 мая — Пётр Галкин (71) — советский военачальник, контр-адмирал.
- 8 мая — Фёдор Данченков (74) — советский военачальник, полковник. Командир Первой Клетнянской партизанской бригады.
- 11 мая — Лев Володарский (78) — советский государственный деятель, начальник Центрального статистического управления СССР.
- 11 мая — Гордон Макс (86) — американский джазовый продюсер, основатель джаз-клуба Village Vanguard в Нью-Йорке.
- 11 мая — Аким Репкин (74) — участник Великой Отечественной войны, Герой Советского Союза.
- 11 мая — Баудоржи Ямпилов (72) — советский бурятский композитор, дирижёр, педагог, музыкально-общественный деятель. Народный артист СССР.
- 14 мая — Никифор Кальченко (83) — государственный и партийный деятель УССР.
- 15 мая — Иван Рыжков (76) — Герой Социалистического Труда.
- 16 мая — Орымбек Жаутыков (78) — академик АН КазССР.
- 16 мая — Александр Лушников (78) — участник Великой Отечественной войны, Герой Советского Союза.
- 17 мая — Василий Гришин (69) — Полный кавалер Ордена Славы.
- 18 мая — Иван Киньдюшев (71) — участник Великой Отечественной войны, Герой Советского Союза.
- 18 мая — Нэби Дэули — писатель, поэт.
- 19 мая — Борис Гершман (64) — видный советский учёный в области радиофизики.
- 20 мая — Губай Баймухаметов (63) — Участник Великой Отечественной войны. Полный кавалер ордена Славы.
- 20 мая — Эржебет Галгоци (58) — венгерская писательница и журналист.
- 21 мая — Иван Костин (75) — участник Великой Отечественной войны, Герой Советского Союза.
- 22 мая — Анатолий Рыбаков (65) — участник Великой Отечественной войны, Герой Советского Союза.
- 23 мая — Пётр Кучеров (67) — участник Великой Отечественной войны, Герой Советского Союза.
- 23 мая — Казимерас Ляудис (88) — Герой Социалистического Труда.
- 23 мая — Георгий Товстоногов (73) — советский театральный режиссёр и педагог, главный режиссёр БДТ c 1956, народный артист СССР.
- 23 мая — Иосиф Шапиро (81) — советский режиссёр-постановщик и сценарист.
- 24 мая — Павел Лужин (80) — советский капитан дальнего плавания, Герой Социалистического Труда.
- 24 мая — Николай Чистов (80) — участник Великой Отечественной войны, Герой Советского Союза.
- 25 мая — Александр Удовиченко (80) — участник Великой Отечественной войны, Герой Советского Союза.
- 27 мая — Никита Дёмин (78) — участник Великой Отечественной войны, Герой Советского Союза.
- 27 мая — Арсений Тарковский (81) — русский поэт и переводчик с восточных языков.
- 28 мая — Олег Мелешко (71) — подполковник Советской Армии, участник Великой Отечественной войны, Герой Советского Союза.
- 29 мая — Степан Удов (64) — участник Великой Отечественной войны, Герой Советского Союза.
- 31 мая — Вадим Куксилов (65) — Полный кавалер Ордена Славы.

## Июнь
- 1 июня — Владимир Шошин (78) — Герой Советского Союза.
- 2 июня — Александр Иванов (65) — Герой Советского Союза.
- 2 июня — Александр Тесля (80) — механизатор-ударник, работавший в МТС в Воронежской области.
- 4 июня — Владимир Несветайлов (65) — Герой Советского Союза.
- 4 июня — Кирилл Станюкович (73) — советский астроном, газодинамик.
- 4 июня — Алексей Холстов (67) — Герой Советского Союза.
- 6 июня — Константин Капорулин (81) — советский хозяйственный, государственный и политический деятель, доктор технических наук, профессор, Заслуженный деятель науки и техники РСФСР.
- 9 июня — Рашид Бейбутов (73) — советский азербайджанский певец, народный артист СССР (1959).
- 9 июня — Пётр Васильев (80) — русский советский художник, живописец.
- 9 июня — Владимир Касатонов (78) — Герой Советского Союза.
- 10 июня — Наталья Горбачевская (64) — советский библиограф, краевед и методист.
- 10 июня — Сулейман Рустамзаде (82) — азербайджанский советский поэт и драматург, общественный деятель.
- 11 июня — Василий Демидов (68) — Герой Советского Союза.
- 13 июня — Алексей Кублицкий (69) — Герой Советского Союза.
- 13 июня — Наталья Эфрос (99) — советский литературовед и переводчик.
- 14 июня — Соломон Гершов (82) — российский художник.
- 14 июня — Иван Корнеев (75) — Герой Советского Союза
- 14 июня — Алексей Нарочницкий (82) — советский историк, академик Академии наук СССР.
- 14 июня — Илья Уланов (77) — Герой Советского Союза
- 17 июня — Виктор Костин (65) — Герой Советского Союза.
- 17 июня — Владимир Толубко (74) — советский военачальник.
- 18 июня — Мария Флорес (78) — советский биолог, исследовательница, трижды Герой Социалистического Труда (1966, 1980, 1985).
- 19 июня — Евгений Кабанов (70) — Герой Советского Союза.
- 19 июня — Юрий Приходов (83) — советский дипломат, Чрезвычайный и Полномочный Посол.
- 19 июня — Андрей Прокофьев (30) — советский легкоатлет, заслуженный мастер спорта СССР.
- 20 июня — Сесил Бланкстейн (80) — канадский и израильский архитектор.
- 20 июня — Дона Дрейк (74) — американская актриса, певица и танцовщица.
- 20 июня — Евгений Михайлов (64) — Герой Советского Союза.
- 20 июня — Анатолий Якушев (74) — Герой Советского Союза.
- 21 июня — Пауль Доктор (70) — австрийский и американский альтист.
- 22 июня — Иван Абросимов (66) — Герой Советского Союза.
- 22 июня — Кира Григорьева (72) — украинский художник-иллюстратор.
- 22 июня — Роберт Кёрнер (64) — австрийский футболист и футбольный тренер.
- 24 июня — Евгений Кирилюк (84) — украинский советский литературовед.
- 25 июня — Арсений Никитин (76) — участник Великой Отечественной войны, Герой Советского Союза.
- 26 июня — Николай Глобин (68) — полковник Советской Армии, участник Великой Отечественной войны, Герой Советского Союза.
- 26 июня — Иван Демьянов — Полный кавалер Ордена Славы.
- 26 июня — Василий Кулик (33) — советский серийный убийца; расстрелян.
- 30 июня — Пётр Гаврилов (82) — Герой Советского Союза.
- 30 июня — Ростислав Плятт (80) — советский актёр театра и кино, народный артист СССР (1961), Лауреат государственной премии СССР (1982, за театральную работу).

## Июль
- 1 июля — Владимир Душеин (76) — участник Великой Отечественной войны, Герой Советского Союза.
- 1 июля — Виктор Некипелов (60) — поэт, правозащитник, участник диссидентского движения.
- 1 июля — Николай Пуха (74) — участник Великой Отечественной войны, Герой Советского Союза.
- 1 июля — Иван Харченко (70) — участник Великой Отечественной войны, Герой Советского Союза.
- 2 июля — Андрей Громыко (79) — советский дипломат, министр иностранных дел СССР.
- 5 июля — Александр Иванов (66) — участник Великой Отечественной войны, Герой Советского Союза.
- 6 июля — Янош Кадар (77) — коммунистический лидер Венгрии, генеральный секретарь Венгерской социалистической рабочей партии (1956—1988).
- 6 июля — Реувен Шери (86) — израильский политик, депутат кнессета 1-го и 2-го созывов.
- 7 июля — Шмуэль Годер — бригадный генерал Армии обороны Израиля.
- 8 июля — Иван Козлов — участник Великой Отечественной войны, Герой Советского Союза.
- 8 июля — Платон Майборода (70) — советский украинский композитор, педагог.
- 9 июля — Андрей Будзинский (72) — советский спортсмен, мастер спорта СССР, участник чемпионатов СССР по самбо.
- 11 июля — Лоренс Оливье (82) — британский актёр театра и кино, режиссёр, продюсер.
- 11 июля — Галина Буканова (45) — советская актриса театра и кино[источник не указан 3446 дней].
- 13 июля — Андрей Кандрёнков (74) — советский политический деятель, 1-й секретарь Калужского областного комитета КПСС (1964—1983).
- 13 июля — Арнальдо Очоа (58 или 59) — кубинский дивизионный генерал; расстрелян.
- 13 июля — Лев Толкунов (70) — советский журналист и общественный деятель, главный редактор газеты «Известия», председатель правления Агентства печати «Новости».
- 15 июля — Александр Алтунин (67) — советский военачальник, генерал армии, Герой Советского Союза.
- 15 июля — Павел Доброрадных (77) — советский государственный и партийный деятель, 1-й секретарь Кировского промышленного областного комитета КПСС (1964—1968).
- 16 июля — Николас Гильен (87) — кубинский поэт.
- 16 июля — Герберт фон Караян (81) — немецкий дирижёр.
- 17 июля — Алексей Быков (73) — Герой Советского Союза.
- 17 июля — Владимир Лахтин (65) — советский архитектор-градостроитель, педагог.
- 17 июля — Георгий Шевель (70) — советский украинский партийный деятель, дипломат.
- 18 июля — Василий Лялин (69) — полковник Советской Армии, участник Великой Отечественной войны, Герой Советского Союза.
- 19 июля — Биньямин Таммуз (70) — израильский писатель, скульптор, художник, переводчик, журналист и критик.
- 23 июля — Иосиф Брагинский (84) — советский востоковед.
- 23 июля — Евгений Умнов (66) — советский шахматный композитор и литератор.
- 24 июля — Леонид Карпов (82) — Герой Социалистического Труда.
- 24 июля — Евгений Кузьминых (77) — советский шахматист, мастер спорта СССР.
- 26 июля — Фёдор Колыхматов (76) — участник Великой Отечественной войны, Герой Советского Союза.
- 28 июля — Алексей Беспятов (69) — участник Великой Отечественной войны, Герой Советского Союза.
- 28 июля — Михаил Внуков (68) — лейтенант Рабоче-крестьянской Красной Армии, участник Великой Отечественной войны, Герой Советского Союза.
- 28 июля — Анастасия Попова (83) — сельскохозяйственный деятель, Герой Социалистического Труда.
- 29 июля — Леон Леонидов — американский хореограф и продюсер.
- 30 июля — Абба Гайсинович (82) — российский генетик и историк биологии.
- 31 июля — Пётр Клоков (65) — участник Великой Отечественной войны, Герой Советского Союза.
- 31 июля — Исаак Эвентов (78) — русский советский писатель, критик, литературовед.

## Август
- 1 августа — Константин Марусиченко (72) — генерал-майор Советской Армии, участник Великой Отечественной войны, Герой Советского Союза.
- 2 августа — Валентин Козлов (52) — участник Великой Отечественной войны, Герой Советского Союза.
- 2 августа — Гельмер-Райнер Синисало (69) — карельский советский композитор. Народный артист СССР.
- 3 августа — Мария Певзнер (88) — советский учёный, врач-психиатр, психолог, дефектолог и педагог.
- 4 августа — Константин Горбатенко (61) — Герой Социалистического Труда.
- 4 августа — Кочкар Дурдиев (71) — Герой Советского Союза.
- 4 августа — Тарас Панасенко (59) — украинский советский государственный и партийный деятель.
- 5 августа — Иван Клещ (66) — полковник Советской Армии, участник Великой Отечественной войны и испытаний ядерного оружия на Новой земле, Герой Советского Союза.
- 6 августа — Борис Гильдунин (73) — Герой Советского Союза.
- 7 августа — Михаил Лохвицкий (67) — советский писатель, редактор, журналист. Участник Второй мировой войны, морской пехотинец.
- 7 августа — Андрей Хвостунов (69) — Герой Советского Союза.
- 8 августа — Павел Матвеев (77) — Герой Советского Союза.
- 8 августа — Джордж Папп (73) — американский художник, иллюстратор комиксов.
- 10 августа — Буточийн Цог (77) — министр обороны МНР, генерал-полковник МНР, Герой Монгольской Народной Республики.
- 11 августа — Джон Мейллон (55) — австралийский актёр.
- 14 августа — Афанасий Шатохин (64) — Герой Советского Союза.
- 15 августа — Урунбай Абдуллаев (77) — стрелок 1-й стрелковой роты 375-го стрелкового полка 219-й Идрицкой стрелковой дивизии 3-й ударной армии 2-го Прибалтийского фронта, красноармеец. Герой Советского Союза.
- 16 августа — Виктор Драчук — советский журналист, писатель, краевед и археолог.
- 16 августа — Семён Мисунов (65) — бульдозерист, Герой Социалистического Труда.
- 16 августа — Евгений Ежов (70) — участник Великой Отечественной войны, Герой Советского Союза.
- 17 августа — Иван Кузовков (86) — участник Великой Отечественной войны, Герой Советского Союза.
- 17 августа — Николай Ольчев — участник Великой Отечественной войны, Герой Советского Союза.
- 18 августа — Тамара Логинова (60) — советская актриса театра и кино, заслуженная артистка РСФСР (1976).
- 18 августа — Георгий Фруменков (69) — советский учёный-историк.
- 20 августа — Джордж Адамсон (83) — натуралист, защитник дикой природы, муж Джой Адамсон[источник не указан 3446 дней].
- 21 августа — Александр Пильников (65) — участник Великой Отечественной войны, Герой Советского Союза.
- 22 августа — Иван Мусиенко (73) — командир 6-го отдельного гвардейского Московского Краснознамённого ордена Суворова штурмового авиационного полка, гвардии майор.
- 25 августа — Константин Казаков (86) — советский военачальник, Маршал артиллерии.
- 25 августа — Николай Коршунов (78) — советский и российский тромбонист.
- 25 августа — Александр Мысин (69) — участник Великой Отечественной войны, Герой Советского Союза.
- 25 августа — Василий Найденко (73) — участник Великой Отечественной войны, Герой Советского Союза.
- 25 августа — Витт Скобарихин (79) — участник Великой Отечественной войны, Герой Советского Союза.
- 25 августа — Ян Френкель (63 или 68) — советский композитор-песенник.
- 26 августа — Сабир Ниязбеков (76) — советский государственный и партийный деятель, Председатель Президиума Верховного Совета Казахской ССР, заместитель председателя Президиума Верховного Совета СССР.
- 26 августа — Борис Пестров (67) — участник Великой Отечественной войны, Герой Советского Союза.
- 26 августа — Ирвинг Стоун (67) — советский учёный, кандидат физико-математических наук.
- 26 августа — Владимир Самсонов (86) — американский писатель.
- 27 августа — Михаил Ахмедов (64) — участник Великой Отечественной войны, Герой Советского Союза.
- 27 августа — Василий Макаренко (70) — полный кавалер Ордена Славы.
- 28 августа — Пётр Зырянов (78) — полный кавалер Ордена Славы.
- 28 августа — Фарах Камалдинов (75) — участник Великой Отечественной войны, Герой Советского Союза.
- 31 августа — Идрис Ногайбаев (58) — советский и казахский актёр театра и кино.

## Сентябрь
- 1 сентября — Евгений Велтистов (55) — советский писатель и сценарист, автор цикла произведений о мальчике-роботе Электронике.
- 1 сентября — Фред Шоу Майер (89) — австралийский орнитолог, исследователь райских птиц Новой Гвинеи.
- 1 сентября — Евгений Велтистов (55) —
- 2 сентября — Яков Батырев (79) — участник Великой Отечественной войны, полный кавалер ордена Славы.
- 4 сентября — Хафиз Бахиш (56) — азербайджанский поэт[источник не указан 3446 дней].
- 4 сентября — Колин Кларк (83) — британский экономист и статистик.
- 4 сентября — Жорж Сименон (86) — французский писатель, автор романов о комиссаре Мегре.
- 5 сентября — Василий Осипов (68) — Герой Советского Союза.
- 5 сентября — Арсений Островский (92) — советский литературовед, драматург и переводчик.
- 5 сентября — Евгений Усенко (74) — советский офицер, танкист в годы Великой Отечественной войны, Герой Советского Союза.
- 5 сентября — Михаил Чугунин (72) — Герой Советского Союза.
- 7 сентября — Валерий Гоборов (24) — советский баскетболист.
- 7 сентября — Михаил Гольдштейн (71) — советский, затем германский композитор и скрипач.
- 7 сентября — Пётр Селиванов (67) — участник Великой Отечественной войны, Герой Советского Союза.
- 8 сентября — Пауль Альфред Вайс (91) — австрийский биолог.
- 9 сентября — Нурлы Миниахметов (75) — участник Великой Отечественной войны, Герой Советского Союза.
- 9 сентября — Алексей Фёдоров (88) — советский государственный и партийный деятель, один из руководителей партизанского движения в Великой Отечественной войне, дважды Герой Советского Союза.
- 11 сентября — Геннадий Мусиенко (72) — деятель партизанского движения на Украине, партийный деятель, Герой Социалистического Труда.
- 12 сентября — Валентис Скулме (67) — латвийский и советский театральный актёр.
- 13 сентября — Александр Малявкин (71) — советский футболист, нападающий. Заслуженный мастер спорта.
- 14 сентября — Афанасий Бодаков (78) — участник Великой Отечественной войны, Герой Советского Союза.
- 14 сентября — Иван Гринько (66) — полковник Советской Армии, участник Великой Отечественной войны, Герой Советского Союза.
- 14 сентября — Тигран Хачатуров (82) — экономист, член-корреспондент.
- 15 сентября — Леонид Бобров (69) — Герой Советского Союза.
- 15 сентября — Роберт Пенн Уоррен (84) — американский поэт, писатель, литературный критик.
- 15 сентября — Павел Шайкин (75) — Герой Советского Союза.
- 16 сентября — Анатолий Сливко (50) — советский серийный убийца; расстрелян.
- 17 сентября — Таисия Барышникова — советская волейболистка и волейбольный тренер, игрок сборной СССР.
- 17 сентября — Николай Гаврилов (74) — Герой Советского Союза.
- 17 сентября — Василий Гречишкин (79) — Герой Советского Союза.
- 18 сентября — Иван Кириллов (65) — Герой Социалистического Труда.
- 19 сентября — Наум Бирман (65) — советский кинорежиссёр и сценарист.
- 19 сентября — Александр Гуткович (68) — советский кинорежиссёр и сценарист.
- 19 сентября — Самигулла Калимуллин (75) — художник-сценограф.
- 19 сентября — Дмитрий Козлов (68) — Герой Советского Союза.
- 19 сентября — Владимир Рукавицын (70) — Герой Советского Союза.
- 20 сентября — Ричи Гинтер (59) — американский автогонщик, пилот Формулы-1.
- 20 сентября — Владимир Ревнивцев (58) — учёный в области горного дела.
- 21 сентября — Василий Гусев (64) — Герой Советского Союза.
- 22 сентября — Александр Алексеев(66) — Герой Советского Союза.
- 22 сентября — Ирвинг Берлин (101) — американский композитор.
- 22 сентября — Александр Волошин (77) — советский лётчик-истребитель, Герой Советского Союза.
- 23 сентября — Николай Рыбин (75) — Герой Советского Союза.
- 24 сентября — Юрий Леонидов (72) — советский актёр театра и кино.
- 24 сентября — Лев Мищенко (80) — советский зоолог, энтомолог.
- 25 сентября — Григорий Селянинов (76) — полный кавалер ордена Славы.
- 28 сентября — Фердинанд Маркос (72) — диктатор Филиппин в 1965—1986 годах.
- 30 сентября — Пётр Алёшин (64) — Полный кавалер ордена Славы.
- 30 сентября — Александр Рыбников (70) — Герой Советского Союза.

## Октябрь
- 1 октября — Александр Вокач (63) — советский актёр, народный артист РСФСР.
- 2 октября — Алексей Панфилов (69) — участник Великой Отечественной войны, Герой Советского Союза,
- 4 октября — Иван Бишовец (69) — участник Великой Отечественной войны, Полный кавалер ордена Славы.
- 5 октября — Арвид Григулис (83) — советский и латвийский писатель и литературовед.
- 5 октября — Илья Дубинский (91) — советский военачальник, полковник.
- 5 октября — Иван Конев — участник Великой Отечественной войны, Герой Советского Союза.
- 5 октября — Василий Стригунов (68) — участник Великой Отечественной войны, Герой Советского Союза.
- 6 октября — Ефим Смирнов (84) — советский военный и государственный деятель; доктор медицинских наук, профессор, академик АМН СССР, генерал-полковник медицинской службы. Герой Социалистического Труда.
- 6 октября — Дмитрий Тарасов (70) — участник Великой Отечественной войны, Герой Советского Союза.
- 7 октября — Михаил Константинов (66) — участник Великой Отечественной войны, Герой Советского Союза.
- 8 октября — Глеб Бауэр (64) — советский историк, филолог-сабеист.
- 8 октября — Пётр Бутко (66) — участник Великой Отечественной войны, Герой Советского Союза, гвардии старшина.
- 9 октября — Владимир Колесников (65) — полный кавалер Ордена Славы.
- 9 октября — Владимир Кременчугский (64) — Полный кавалер Ордена Славы.
- 9 октября — Николай Лебедев (92) — советский кинорежиссёр, народный артист РСФСР.
- 11 октября — Андраник Мартиросян (65) — армянский дипломат.
- 13 октября — Мераб Костава (50) — грузинский музыкант, поэт, диссидент, националист, один из лидеров движения за отделение Грузии от СССР в конце 80-х годов.
- 14 октября — Клавдия Маючая (71) — советская легкоатлетка.
- 14 октября — Феодосий Федченко (78) — советский физик, изобретатель, создатель астрономических часов Федченко.
- 15 октября — Генрих Вальтер (90) — немецкий эколог, геоботаник.
- 16 октября — Вячеслав Егоров (81) — Герой Социалистического Труда.
- 17 октября — Марк Крейн (82) — выдающийся советский математик.
- 17 октября — Николай Николаев — участник Великой Отечественной войны, Герой Советского Союза.
- 18 октября — Авак Антинян (72) — участник Великой Отечественной войны, Герой Советского Союза, гвардии старшина.
- 18 октября — Георгий Гулиа (76) — советский грузинский писатель.
- 18 октября — Михаил Раухвергер (87) — русский пианист, композитор.
- 20 октября — Дан Бен-Амоц (65) — израильский писатель и журналист.
- 21 октября — Ануарбек Байжанбаев (66) — диктор Государственного комитета Казахской ССР по телевидению и радиовещанию, народный артист Казахской ССР.
- 21 октября — Сергей Макашин (83) — советский литературовед.
- 22 октября — Иван Патрушев — участник Великой Отечественной войны, Герой Советского Союза.
- 22 октября — Николай Рудь (77) — украинский советский поэт и прозаик.
- 22 октября — Тимофей Шашло (74) — участник Великой Отечественной войны, Герой Советского Союза.
- 24 октября — Василиюс Матушевас (44) — советский волейболист, игрок сборной СССР.
- 24 октября — Василий Поляков (72) — участник Великой Отечественной войны, Герой Советского Союза,
- 25 октября — Сергей Голукович (82) — участник Великой Отечественной войны, Герой Советского Союза.
- 26 октября — Александр Орлов (76) — участник Великой Отечественной войны, Герой Советского Союза.
- 26 октября — Михаил Рябцев (66) — полковник Советской Армии, участник Великой Отечественной войны, Герой Советского Союза.
- 26 октября — Ааду Хинт (79) — эстонский советский писатель, народный писатель Эстонской ССР.
- 27 октября — Лидия Алексеева (80) — русская поэтесса, переводчица.
- 27 октября — Эдуард Зорин (58) — русский советский прозаик, поэт, журналист, член Союза писателей СССР (1965).
- 27 октября — Николай Невский (67) — участник Великой Отечественной войны . Герой Советского Союза.
- 27 октября — Алексей Петрукович (69) — Полный кавалер ордена Славы.
- 27 октября — Иван Соболев — участник Великой Отечественной войны . Герой Советского Союза.
- 28 октября — Юлия Солнцева (88) — кинорежиссёр, актриса, вдова Александра Довженко.
- 30 октября — Афанасий Белов (80) — актёр, заслуженный артист РСФСР.
- 30 октября — Карен Григорян (42) — советский и армянский шахматист.
- 22 октября — Джейкоб Веттерлинг (11)- самое известное похищение, нашли тело спустя (27лет)

## Ноябрь
- 1 ноября — Иван Ищенко (64) — Полный кавалер Ордена Славы.
- 2 ноября — Андрей Зозуля (66) — Герой Советского Союза.
- 3 ноября — Михаил Цисельский (80) — Герой Советского Союза.
- 5 ноября — Владимир Горовиц (86) — российский и американский пианист, один из величайших пианистов двадцатого века.
- 6 ноября — Николай Горлов (80) — советский актёр, заслуженный артист РСФСР.
- 7 ноября — Андрей Боровых (68) — Герой Советского Союза.
- 7 ноября — Зарифа Будагова (60) — азербайджанский советский учёный, филолог, доктор филологических наук.
- 7 ноября — Алексей Булаев (70) — Полный кавалер Ордена Славы.
- 7 ноября — Сергей Голицын (80) — русский советский писатель.
- 9 ноября — Николай Воздвиженский (74) — майор Советской Армии, участник Великой Отечественной войны, Герой Советского Союза.
- 11 ноября — Фёдор Селивантьев (73) — участник Великой Отечественной войны, Герой Советского Союза.
- 13 ноября — Рохана Виджевира (46) — шри-ланкийский политик-марксист, основатель Народного фронта освобождения.
- 13 ноября — Андрей Осипов (73) — участник Великой Отечественной войны, Герой Советского Союза.
- 13 ноября — Фёдор Янковский (71) — белорусский советский писатель, филолог. Доктор филологических наук, профессор.
- 14 ноября — Саманд Сиабандов (79) — участник Великой Отечественной войны, Герой Советского Союза.
- 16 ноября — Освальд Кубланов (72) — советский, латвийский журналист и киносценарист.
- 16 ноября — Игнасио Эльякуриа (59) — католический священник-иезуит, философ и теолог.
- 17 ноября — Николай Бут (61) — народный художник РСФСР.
- 17 ноября — Константин Смирнов (67) — участник Великой Отечественной войны, Герой Советского Союза.
- 18 ноября — Михаил Аранышев (77) — советский кинооператор. Заслуженный артист Казахской ССР.
- 18 ноября — Игорь Бельков (72) — специалист в области геологии, минералогии и металлогении докембрия.
- 18 ноября — Николай Беседин (67) — Герой Советского Союза.
- 20 ноября — Рахель Вишницер-Бернштейн (104) — американский учёный-искусствовед, писатель, историк.
- 20 ноября — Мартбек Мамраев (81) — гвардии старший сержант, командир пулемётного расчёта 32-го гвардейского стрелкового полка, 12-гвардейской стрелковой дивизии, 61-Армии, Герой Советского Союза.
- 20 ноября — Владимир Ходин (67) — советский футболист, нападающий, футбольный судья.
- 22 ноября — Шамиль Сериков (33) — советский борец классического стиля, Олимпийский чемпион, Заслуженный мастер спорта СССР.
- 23 ноября — Фёдор Раевский (92) — генерал-майор танковых войск Советской Армии, участник Первой мировой, Гражданской и Великой Отечественной войн.
- 23 ноября — Пётр Шутов (76) — Герой Советского Союза.
- 26 ноября — Хаскель Гопник (82) — советский военный деятель.
- 26 ноября — Гали Ибрагимов (70) — башкирский писатель.
- 27 ноября — Николай Епимахов (70) — Герой Советского Союза.
- 27 ноября — Алексей Квасницкий (89) — украинский советский учёный-физиолог, экспериментатор, хирург, изобретатель, конструктор, педагог, профессор, академик АН УССР.
- 27 ноября — Лидия Тюнтина (90) — артистка балета, педагог.
- 28 ноября — Арсений (Бока) (79) — иеромонах Румынской православной церкви, богослов и иконописец.
- 28 ноября — Пётр Зибров (64) — Полный кавалер Ордена Славы.
- 28 ноября — Георгий Иливицкий (68) — советский шахматист, международный мастер.
- 29 ноября — Андрей Крыжановский (53) — украинский советский писатель, сатирик и юморист.
- 29 ноября — Владимир Курлин (56) — советский гобоист и музыкальный педагог.
- 29 ноября — Георгий Стародубцев (66) — Герой Советского Союза.
- 29 ноября — Сурен Шахбазян (66) — советский кинооператор и режиссёр.
- 29 ноября — Натан Эйдельман (59) — русский советский писатель, историк, литературовед (по другим данным, умер 9 ноября)[1]. (недоступная ссылка)
- 30 ноября — Михаил Антясов (83) — Герой Советского Союза.
- 30 ноября — Ахмаду Ахиджо (65) — первый президент Камеруна (1960—1982).

## Декабрь
- 1 декабря — Николай Патоличев (81) — советский партийный и государственный деятель.
- 3 декабря — Борис Лукошков (67) — заслуженный художник РСФСР.
- 5 декабря — Софья Каллистратова (82) — советский адвокат.
- 6 декабря — Григорий Балицкий (83) — Герой Советского Союза.
- 6 декабря — Василий Волчков (89) — советский государственный и партийный деятель, председатель Исполнительного комитета Курского областного Совета (1940—1950)[источник не указан 3446 дней].
- 6 декабря — Денис Рзянин (79) — Герой Советского Союза.
- 6 декабря — Иван Стадниченко (62) — Герой Социалистического Труда.
- 6 декабря — Виктор Трусов (72) — Герой Советского Союза.
- 7 декабря — Виталий Вальцев (72) — российский советский живописец.
- 7 декабря — Вадим Спиридонов (45) — советский актёр театра и кино.
- 8 декабря — Александр Горбачевский (71) — полковник Советской Армии, участник Великой Отечественной войны, Герой Советского Союза.
- 8 декабря — Николай Ливицкий (82) — политический деятель и журналист.
- 9 декабря — Сергей Родионов (69) — участник Великой Отечественной войны, Герой Советского Союза.
- 10 декабря — Валентин Миронов (66) — участник Великой Отечественной войны, Герой Советского Союза.
- 13 декабря — Александр Коренев (69) — Поэт.
- 14 декабря — Конрад Лехнер (нем. Konrad Lechner) (род. 1911), немецкий композитор, дирижёр, виолончелист, виолист и блокфлейтист.
- 14 декабря — Михаил Морковин (69) — участник Великой Отечественной войны, Герой Советского Союза.
- 14 декабря — Андрей Сахаров (68) — русский учёный-физик, диссидент-правозащитник.
- 14 декабря — Антс Эскола (81) — эстонский актёр театра и кино, певец.
- 15 декабря — Михаил Кузнецов (76) — Герой Советского Союза.
- 17 декабря — Фёдор Добрый (72) — Полный кавалер ордена Славы.
- 17 декабря — Иосиф Машбиц-Веров (89) — советский литературовед, критик.
- 17 декабря — Василий Петров (64) — Полный кавалер Ордена Славы.
- 19 декабря — Павел Афанасьев (84) — советский государственный и партийный деятель, 1-й секретарь Магаданского областного комитета КПСС.
- 19 декабря — Кирилл Мазуров (75) — советский партийный и государственный деятель.
- 19 декабря — Иван Хитриченко (86) — украинский, российский и советский, государственный и военный деятель.
- 20 декабря — Серикбай Бейсембаев (76) — доктор исторических наук.
- 20 декабря — Алексей Прокудин (74) — Герой Советского Союза.
- 21 декабря — Инма де Сантис (исп. Inma de Santis) (род. 1959), испанская актриса.
- 22 декабря — Сэмюэл Беккет (83) — ирландский писатель, один из основоположников (наряду с Эженом Ионеско) театра абсурда; лауреат Нобелевской премии по литературе (1969).
- 23 декабря — Бейкутбай Дембаев (73) — полный кавалер Ордена Славы.
- 25 декабря — Рафаил Павловский (65) — участник Великой Отечественной войны, командир батареи 134-го артиллерийского полка 172-й стрелковой дивизии 13-й армии 1-го Украинского фронта, Герой Советского Союза.
- 25 декабря — Николае Чаушеску (71) — румынский государственный и политический деятель; расстрелян.
- 27 декабря — Елизавета Чавдар (64) — украинская советская оперная певица (колоратурное сопрано), педагог.
- 28 декабря — Василий Молчанов (80) — капитан Рабоче-крестьянской Красной Армии, участник Великой Отечественной войны, Герой Советского Союза.
- 29 декабря — Павел Курочкин (89) — Герой Советского Союза.
- 29 декабря — Василий Николаев (82) — Герой Советского Союза.
- 30 декабря — Григорий Вехин (88) — советский военачальник, генерал-майор. Герой Советского Союза.
- 30 декабря — Юрий Лисицын (69) — Герой Советского Союза.
- 30 декабря — Василий Шульга (86) — Герой Советского Союза.
- 31 декабря — Борис Бедер (81) — заслуженный геолог Узбекистана, первооткрыватель Ташкентской минеральной воды.

## Без точных дат
- Сергей Сергеев (24 или 25) — советский серийный убийца; расстрелян.